# Melipotis excepta
Melipotis excepta är en fjärilsart som beskrevs av Walker 1857. Melipotis excepta ingår i släktet Melipotis och familjen nattflyn. Inga underarter finns listade i Catalogue of Life.